# 매디슨 카운티의 다리

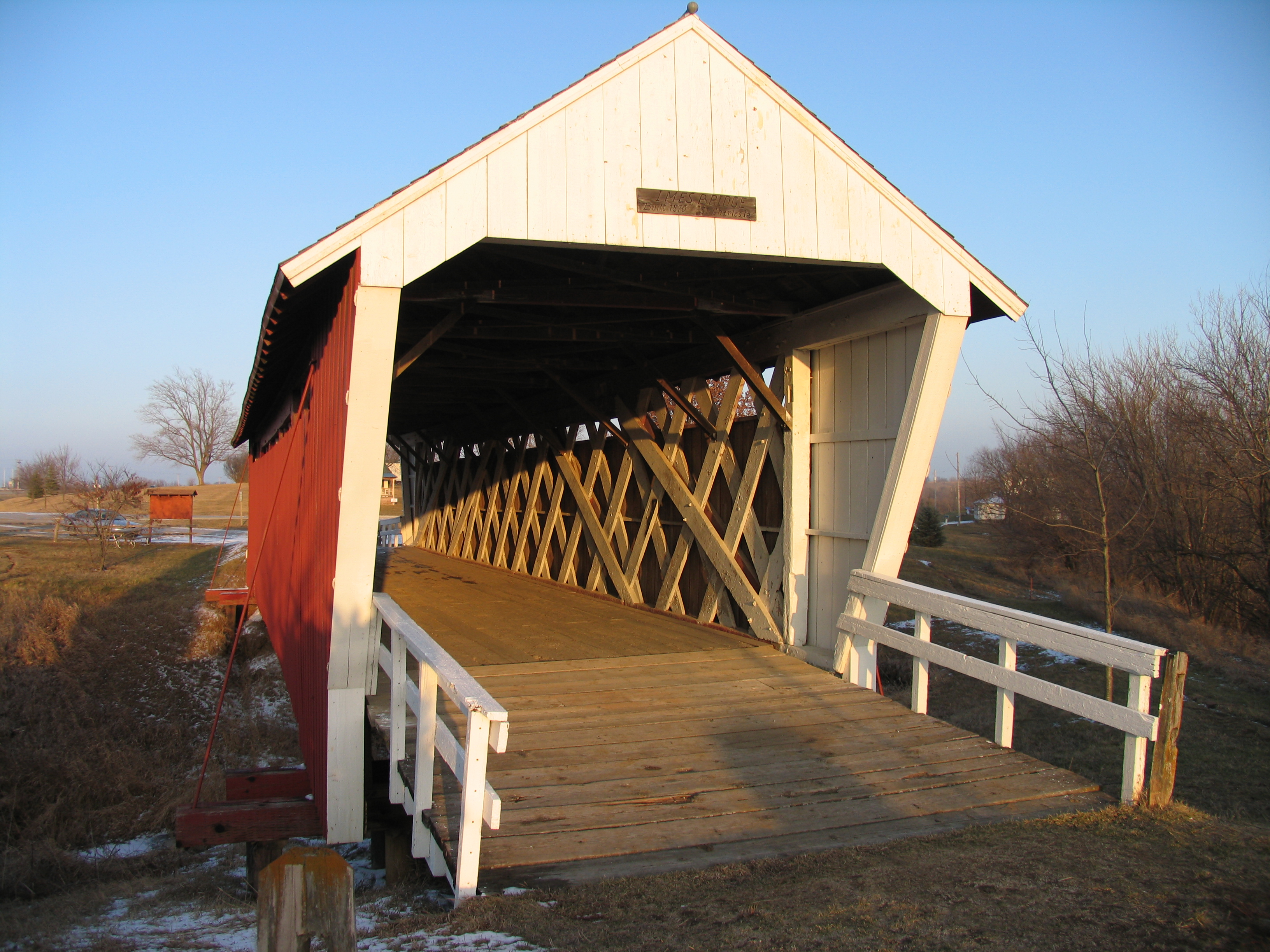

《매디슨 카운티의 다리》(영어: The Bridges of Madison County)는 로버트 제임스 윌러가 쓴 실화소설이다. 1960년대 미국 아이오와주의 매디슨 카운티를 배경으로 한다. 내셔널 지오그래픽의 커버디자인을 위한 사진을 찍으려고 워싱턴 D.C.에서 온 사진작가 로버트 킨케이드와 우연히 집에 혼자 머무르는 중이었던 이태리계 가정주부인 프란체스카 존슨간의 나흘간의 사랑을 다루었다. 1992년 발표되었고, 1995년에 개봉한 클린트 이스트우드 감독 및 주연의 영화 메디슨 카운티의 다리의 원작이다. 대한민국에서는 시공사에서 공경희가 번역한 원고를 출판하면서 소개되었다.

## 목차
- 시작에 앞서
- 로버트 킨케이드
- 프란체스카
- 멀리서 들려오는 음악소리
- 화요일의 다리
- 다시 춤출 수 있는 여유
- 길, 혹은 떠도는 영혼
- 재회
- 프란체스카의 편지